# Oglasa bifidalis
Oglasa bifidalis är en fjärilsart som beskrevs av John Henry Leech. Oglasa bifidalis ingår i släktet Oglasa och familjen nattflyn. Inga underarter finns listade i Catalogue of Life.